# Etruscologia
Etruscologia és la ciència que estudia la civilització etrusca.
Ja a l'època romana es van interessar per les antiguitats etrusques. La qüestió de l'origen dels etruscs es planteja des de l'antiguitat, i ja l'historiador grec Dionís d'Halicarnàs, en temps d'August, va observar la singularitat de la llengua etrusca i es va preguntar sobre els orígens d'aquest poble. Dionís seria doncs «el primer dels etruscòlegs». L'emperador Claudi va fer reunir una sèrie d'elements d'aquella cultura que després es van perdre.
L'obra de Thomas Dempster De Etruria regali libri septem (Sobre l'Etrúria règia en set llibres) publicada l'any 1723, finançada per Cosme II de Mèdici Gran Duc de Toscana, va ser l'inici dels moderns estudis sobre aquesta civilització. És una obra erudita que buscava interpretar les inscripcions etrusques trobades vora Florència. L'any 1726 es va crear l'acadèmia etrusca de Cortona. Durant el segle xviii van augmentar els descobriments de restes etrusques, i es va consolidar la tècnica arqueològica per preservar-ne les troballes. Els primers estudis científics es van fer al segle xix i es van començar les excavacions a Chiusi, Certosa, Villanova i Tarquínia. Es van crear museus especialitzats (destacant el de la Villa Giulia a Roma) i es van publicar els estudis de G. Dennis i A. Fabretti.
L'any 1828 va començar l'excavació de Volci, i un dels primers en excavar va ser Lucien Bonaparte, germà de Napoleó. Alessandro François, arqueòleg florentí, va descobrir en aquella època l'anomenat Vas François i la famosa Tomba François, que relacionaven els etruscs amb la història de Roma. També l'arqueòleg alemany Eduard Gerhard va publicar una obra sobre els miralls etruscs, que van servir per posar de manifest mots aspectes de la mitologia etrusca.
El reconeixement de l'etruscologia com una disciplina ben identificada va tenir lloc en el període comprès entre les dues guerres mundials. L'any 1925 es va crear a Florència el «Comitato Permanente per l'Etruria», que el 1932 es va convertir en «Istituto di Studi Etruschi» (avui «Istituto Nazionale di Studi Etruschi ed Italici»). L'any 1926 va tenir lloc a Florència el «Primo convegno nazionale etrusco», i l'any següent va néixer la revista de referència d'etruscologia, els Studi etruschi. L'any 1928 es va celebrar a Florència i a Bolonya el Primer congrés internacional dedicat a l'etruscologia.
L'any 1985 es va celebrar un Segon Congrés Internacional sobre els etruscs, i es van organitzar diverses exposicions amb material procedent de diferents museus a diversos països, dins de l'anomenat Anni degli Etruschi. Massimo Pallotino va presentar a París una gran exposició sobre els etruscs l'any 1992 i Mario Torrelli una altra a Venècia els anys 2000 i 2001. Les dues exposicions mostraven els etruscs com una gran potència europea.